# Unterseeboot 879
L'Unterseeboot 879 (ou U-879) est un sous-marin allemand utilisé par la Kriegsmarine pendant la Seconde Guerre mondiale.

## Historique
Après son temps d'entraînement initial à Stettin en Allemagne au sein de la 4. Unterseebootsflottille jusqu'au 31 janvier 1945, l'U-879 rejoint son unité de combat : la 33. Unterseebootsflottille à Flensbourg.
L'U-879 coule le 30 avril 1945 à l'Est du Cap Hatteras aux États-Unis, à la position géographique 36° 34′ N, 74° 00′ O par des charges de profondeurs lancées par la frégate américaine USS Natchez  et par les destroyers d'escorte américaines USS Coffmann, USS Bostwick et USS Thomas .
Les 52 membres d'équipage meurent dans cette attaque.

## Affectations successives
- 4. Unterseebootsflottille du 19 avril 1944 au 31 janvier 1945
- 33. Unterseebootsflottille du 1er février 1945 au 30 avril 1945

## Commandement
- Kapitänleutnant Erwin Manchen du 19 avril 1944  au 30 avril 1945

## Navires coulés
L'U-879 n'a pas coulé de navire, mais en a endommagé un de 8 537 tonneaux au cours de son unique patrouille.

## Sources
- U-879 sur Uboat.net